# Manuel Ardit
Manuel Ardit i Lucas (Valence, 2 décembre 1941 - ibidem, 8 décembre 2013) est un historien et professeur d'université espagnol spécialiste du Pays valencien.

## Biographie
Il naît à Valence le 2 décembre 1941.
Au cours de ses études dans les années 1960, il milite dans l'opposition valencianiste clandestine au franquisme dans le Partit Socialista Valencià.
Il obtient un doctorat en géographie et en histoire en 1975. Il est enseignant au lycée (au début des années 1970, il est directeur du lycée de Carlet), puis à l'UNED et enfin à l'université de Valence en tant que professeur émérite d'histoire moderne ,. Il dirige un temps le service de publications de cette dernière université.
Spécialiste de l'Ancien Régime et de la tévolution libérale au Pays valencien, il publie plusieurs articles et livres sur cette question, dont Revolución liberal y revuelta campesina (1977). Il travaille également sur l'érasmisme valencien, le commerce avec l'Amérique coloniale ou la démographie historique dans des ouvrages tels que La Inquisició al País Valencià (1970), Agricultura y crecimiento económico en la Europa occidental moderna (1992), lEs homes i la terra del País Valencià: segles XVI -XVIII (1993, en 2 volumes) et Creixement econòmic i conflicte social (2004). Il collabore et dirige plusieurs ouvrages de synthèse collectifs : Història dels Països Catalans (1980), Història del País Valencià (1990), Crisi i modernització al País Valencià (1975) et Familia y estructuras familiares en Cataluña y en el País Valenciano (1995, avec Joan S. Bernat),.
Il est membre de l'Institució Valenciana d'Estudis i Investigació (IVEI) et de la section historico-archéologique de l'Institut d'Estudis Catalans (IEC) entre 1992 et 2013,. Il dirige également la revue Afers à partir du décès de Sebastià Garcia Martínez en 1986, et est membre du conseil d'administration de la revue Catalan Historical Review, de l'IEC.
Il prend sa retraite universitaire en 2012.
Il meurt le 8 décembre 2013 à Valence.
Au mois de juillet suivant, sa famille fait don d'une partie de sa bibliothèque à l'archive municipale de Dénia.